# Беркхейде, Геррит
Геррит Адриансзон Беркхейде (нидерл. Gerrit Adriaenszoon Berckheyde, 1638, Харлем — 10 июня 1698, там же) — нидерландский художник, один из «малых голландцев» Золотого века живописи.
Родился Геррит Беркхейде в 1638 году в Харлеме, крещён 6 июня того же года. Его брат Иов был старше на 8 лет и также писал картины. Какое-то время Геррит учился у него.
В отличие от брата Иова, тяготевшего к жанровым мотивам, Геррит предпочитал городской пейзаж Манера письма Геррита Беркхейде сдержанна, освещение в картинах холодное, предпочтение отдаётся серым, коричневым цветам, тёмным оттенкам.
Известны написанные с реалистической точностью его картины Амстердама, Харлема и Гааги. Также братья выполняли и заказы Карла I Людвига. С 1660 года Геррит Беркхейде стал членом Гильдии Святого Луки в Харлеме.
Его картины находятся во многих картинных галереях Европы, в том числе две в Эрмитаже.

## Произведения
- Медиафайлы по теме Геррит Беркхейде на Викискладе
- Вид на замок Хемстеде (1667)
- Площадь Дам в Амстердаме (1672)
- Новая ратуша Амстердама (1673) — ныне в Эрмитаже
- Большая рыночная площадь в Харлеме (1673) — ныне в Эрмитаже
- Вид канала и ратуши в Амстердаме (1674)
- Цветочная улица в Амстердаме (1674)
- Рыночная площадь и церковь в Харлеме (1674)
- Улица Янсстрат в Харлеме (1680)
- Рыбный рынок в Харлеме (1692)

## Галерея

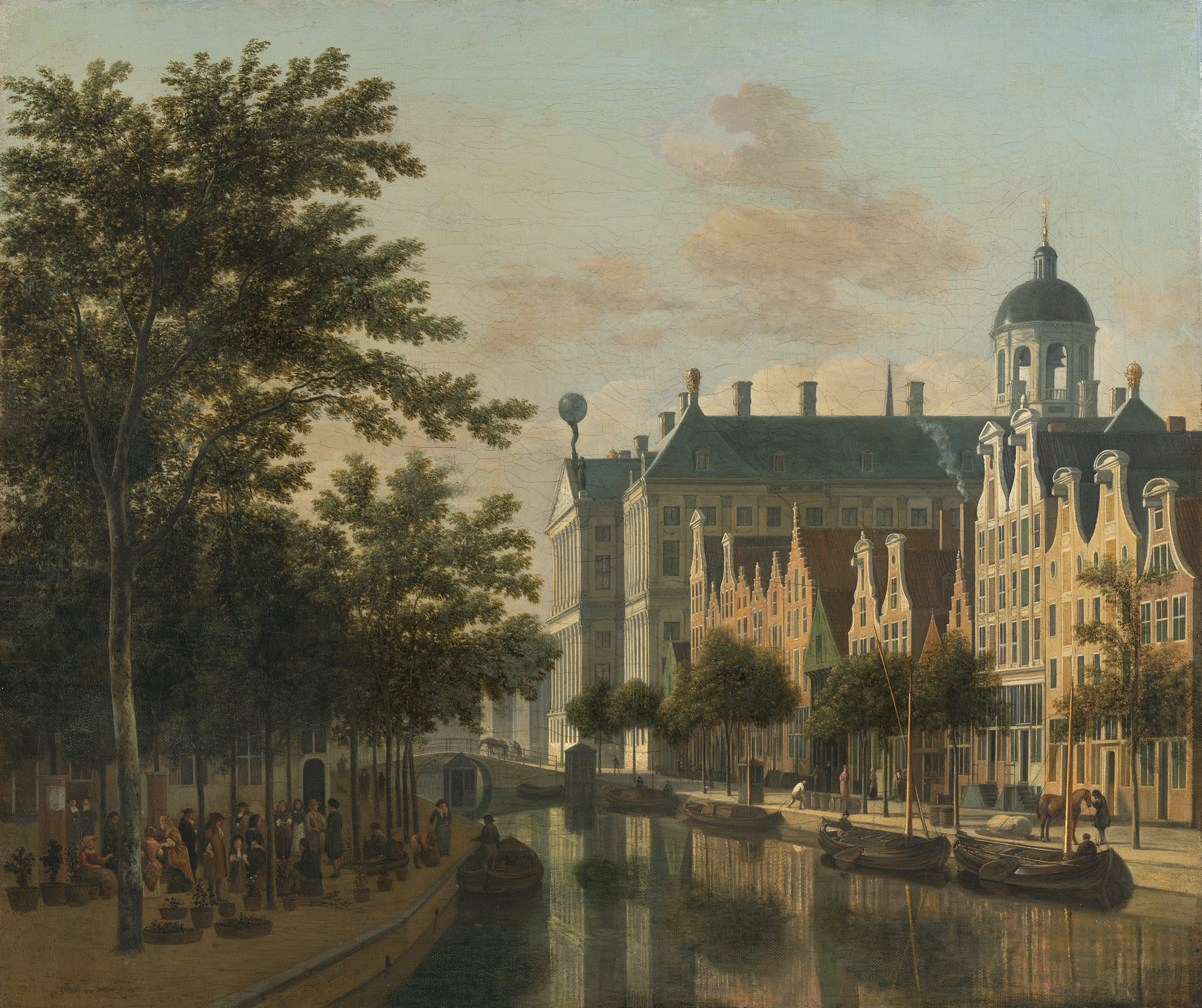
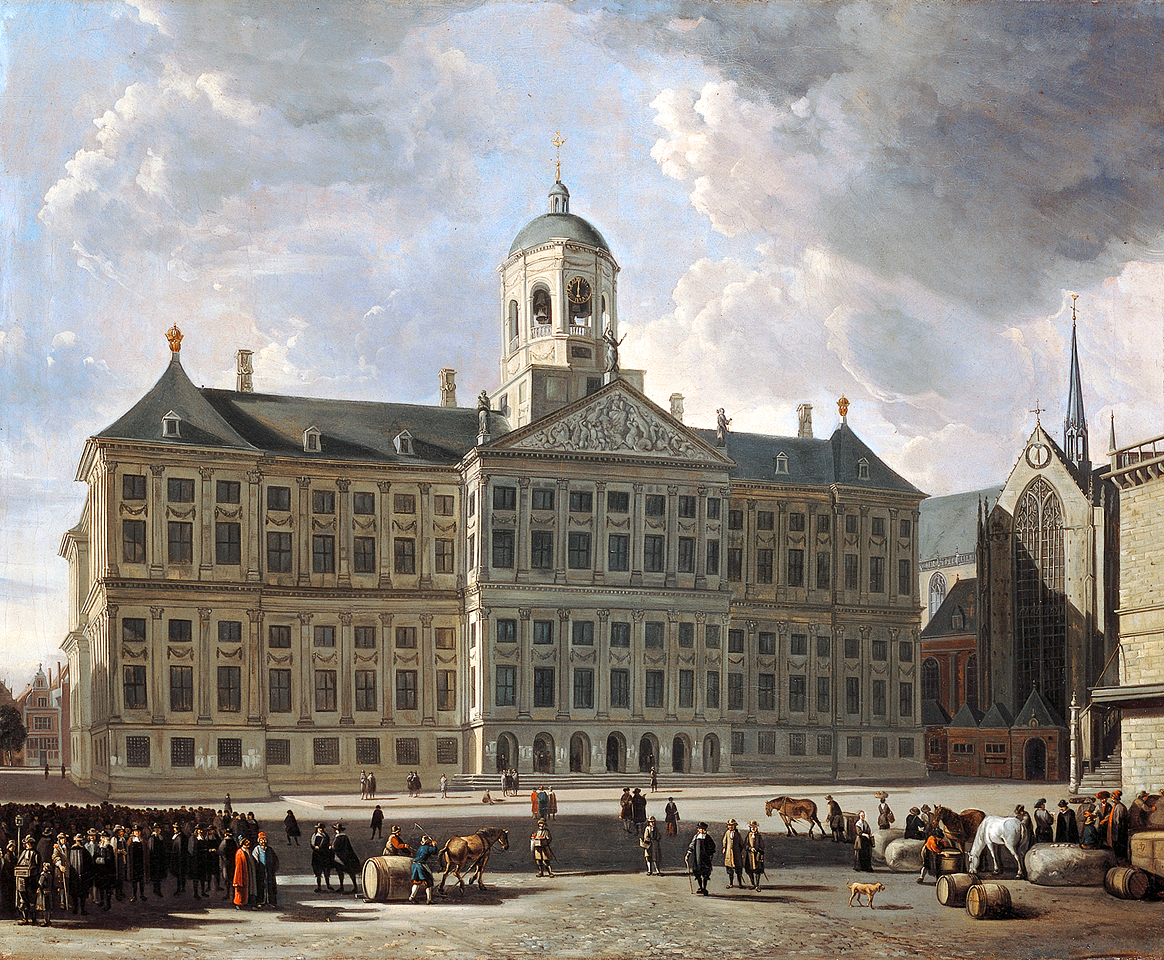
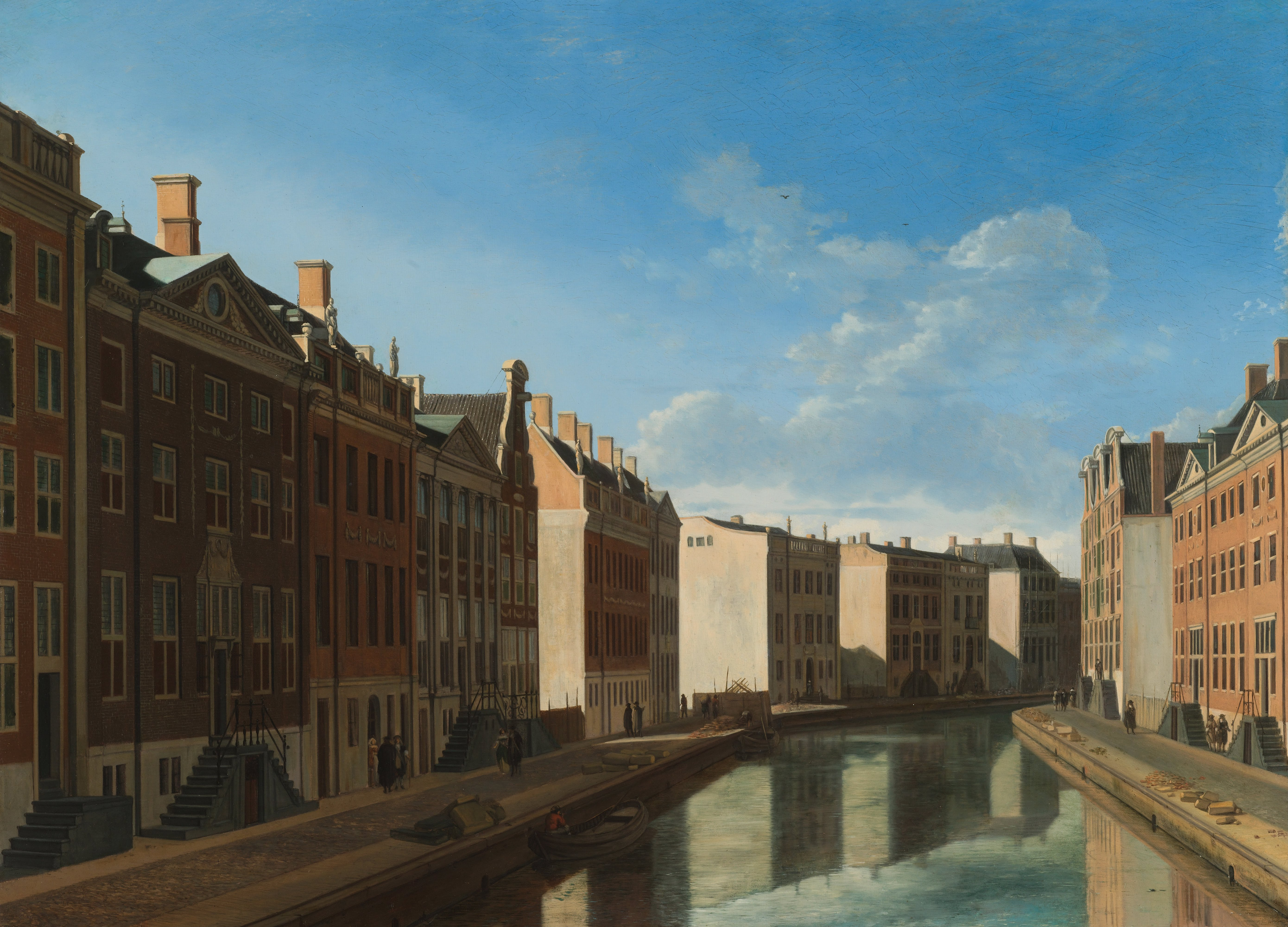
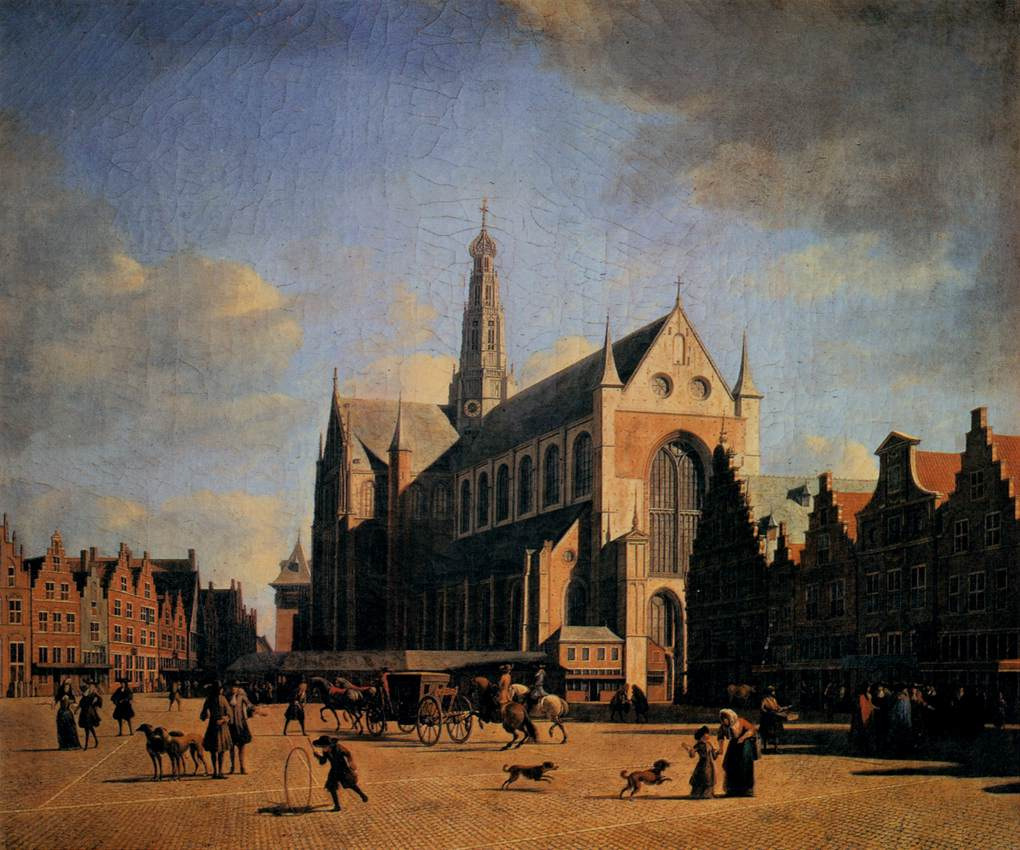
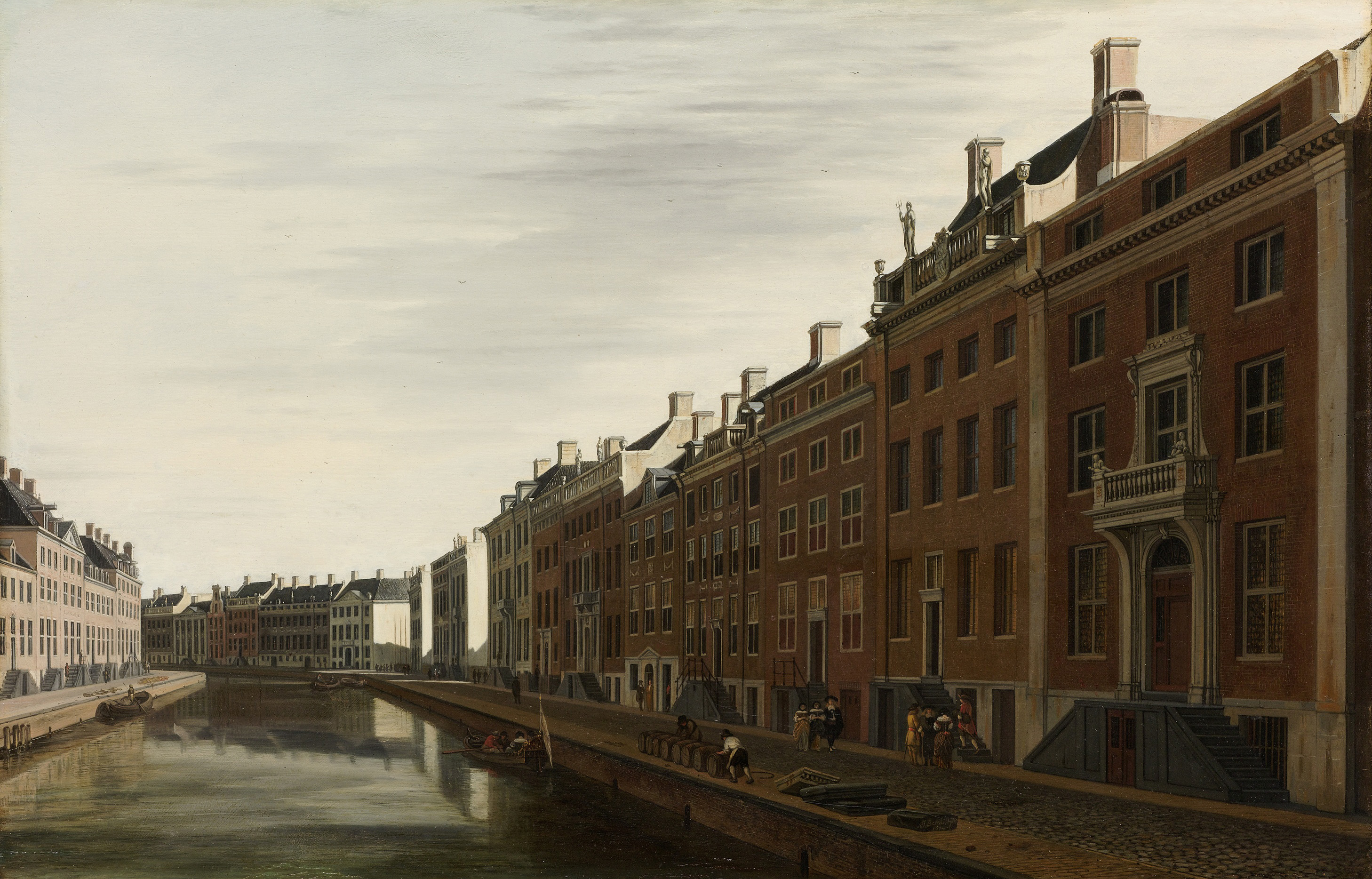
Золотой поворот на канале Херенграхт в Амстердаме, вид с востока. 1672